# Круузи, Иоганнес Михайлович
Иоганнес (Иоханнес) Михайлович (Михкелевич) Круузи (23 августа 1898, Кукевере, Амбла, Ярваский уезд, Эстляндская губерния — 10 сентября 1941, Таллин) — машинист, депутат Верховного совета СССР 1-го созыва.

## Биография
Родился в бедной крестьянской семье. С 13-летнего возраста работал разнорабочим в Таллине. В январе 1917 года призван в армию и направлен на фронт Первой мировой войны, в октябре того же года попал в немецкий плен. После окончания войны вернулся в Таллин, около 20 лет работал в депо помощником машиниста, затем машинистом. Во времена царской России и независимой Эстонии политической деятельностью активно не занимался, но участвовал в стихийных выступлениях рабочих.
После установления советской власти в Эстонии стал одним из инициаторов движения машинистов-«тяжеловесников». 12 января 1941 года в результате довыборов избран в Верховный Совет СССР 1-го созыва. Стал кандидатом в члены ВКП(б), также вошёл в состав линейного суда на железной дороге.
Непосредственно перед занятием Таллина немецко-фашистскими войсками принимал активное участие в эвакуации железнодорожных грузов через Таллинский порт. Сам эвакуироваться не смог, и при попытке покинуть город по суше был схвачен немецким патрулём. После десяти дней пыток был расстрелян 10 сентября 1941 года.